# Parafia Nawiedzenia Matki Bożej Kodeńskiej w Żukowie
Parafia Nawiedzenia Matki Bożej Kodeńskiej – parafia rzymskokatolicka w Żukowie.
Parafia została erygowana w 1984 r. Kościół parafialny murowany, w stylu współczesnym, został wybudowany w latach 1980-1982, staraniem ks. Edwarda Domańskiego.
Parafia ma księgi metrykalne od 1984.
Terytorium parafii obejmuje: Kaplonosy, Korolówkę-Osadę oraz Żuków.